# Сиротка Пердиды
«Сиро́тка Перди́ды» (фр. L'Orphelin de Perdide) — роман французского писателя-фантаста Пьера Пейро, написанный под псевдонимом Стефан Вуль и изданный в 1958 году. На русском языке роман не издавался, но в  Интернете есть неофициальный перевод этого романа на русский язык.

## Сюжет
На незаселённой планете Пердида находятся колонист Клод и его четырёхлетний сын Клоди (Клод-младший). Однажды они подвергаются атаке местных хищников — гигантских шершней. Клод-старший спасает сына, но сам получает смертельное ранение. Перед смертью он успевает послать на борт межпланетного корабля «Ле-Гранд-Макс», управляемого его другом, контрабандистом Максом, сообщение с просьбой о помощи, а затем, отдав сыну предназначенный для связи с кораблём передатчик, велит ему бежать. В силу своего возраста малыш ничего не понимает и отправляется дальше.
Получив сообщение, Макс связывается с Клодом-младшим; мальчик, слыша исходящий из передатчика человеческий голос, думает, что передатчик — это некое существо, которое разговаривает с ним. Макс, который за большие деньги взялся доставить на планету Сидуан двоих нелегальных пассажиров — мужчину по имени Мартэн Боз и его прекрасную спутницу Белль — решает отклониться от курса и лететь к Пердиде, чтобы спасти ребенка. Это вызывает протест со стороны пассажиров, но Макс неумолим. Он поддерживает связь с Клоди и даёт ему многочисленные советы, необходимые для его выживания во враждебной среде Пердиды.
По пути Макс делает остановку на планете Дэвиль-Балль, где знакомится со стариком Силбадом. Силбад демонстрирует, что часть его черепа заменена металлической пластиной после того, как он когда-то давно побывал на Пердиде и столкнулся с шершнями. Старика трогает история Клоди, он присоединяется к Максу и, будучи прекрасно знаком со всеми опасностями планеты, тоже даёт мальчику советы по выживанию. Четверо путешественников поочерёдно держат связь с Клоди. Когда с мальчиком общается Мартэн, Силбад случайно подслушивает их разговор и узнаёт, что Мартэн уговаривал ребёнка войти в опасный грот, где его ждала неминуемая гибель, после чего исчезла бы необходимость его спасать, и а корабль снова взял бы курс на Сидуан. Узнав о коварстве Мартэна, Макс запирает его в каюте, но на планете Гамма-10 тот, улучив момент, сбегает. Макс и Силбад отправляются за ним на спасательном катере и узнают, что на Гамме-10 находятся сбежавшие с Сидуана тюремные заключённые, которыми управляет некий Владыка; заключённые убили Мартэна, а их самих берут в плен. Владыка хочет отдать Макса и Силбада на съедение своему домашнему чудовищу, но им удаётся вырваться и отправить на съедение чудовищу его самого. Макс и Силбад возвращаются на корабль, пообещав оставшимся заключённым прислать к ним спасателей.
При подлёте к Пердиде «Ле-Гранд-Макс» окружает межпланетная полиция. Макса и Силбада допрашивают, при этом они с удивлением узнают, что планета уже 60 лет как колонизирована и является населённой и развитой. Путешественники понимают, что когда их корабль достиг 99 % скорости света, произошёл временной перенос и они перенеслись на сто лет в будущее. У Силбада случается сердечный приступ.
«Ле-Гранд-Макс» садится на Пердиде, Макс отправляет Силбада в больницу, а сам отправляется на поиски местного историка, чтобы узнать, чем сто лет назад закончилась история оставшегося в одиночестве маленького Клоди. Он находит старого месье Бадэ и узнаёт, что этот человек спас мальчика, но тот пострадал в результате атаки шершней, после чего часть его черепа пришлось заменить металлической пластиной. Месье Бадэ усыновил мальчика, дав ему имя Сильвен и свою фамилию, но все называли его не полным именем — Сильвен Бадэ, а сокращённо — Силбадом. Макс понимает, что старый Силбад — это и есть Клоди, и возвращается в больницу, чтобы увидеть его, но тот умирает в ужасных страданиях, так и не узнав правды. Макс и Белль улетают на планету Дэвиль-Балль, чтобы там начать новую жизнь.

## Экранизация
В 1982 году французский режиссёр Рене Лалу снял по мотивам романа полнометражный мультипликационный фильм «Властелины времени».

## Факты
Образ главы банды заключённых Владыки, существа с тучным телом, находит олицетворение в виде контрабандиста Джаббы Хатта, персонажа фильма Звёздные войны. Эпизод VI: Возвращение джедая.